# Apolo Licio

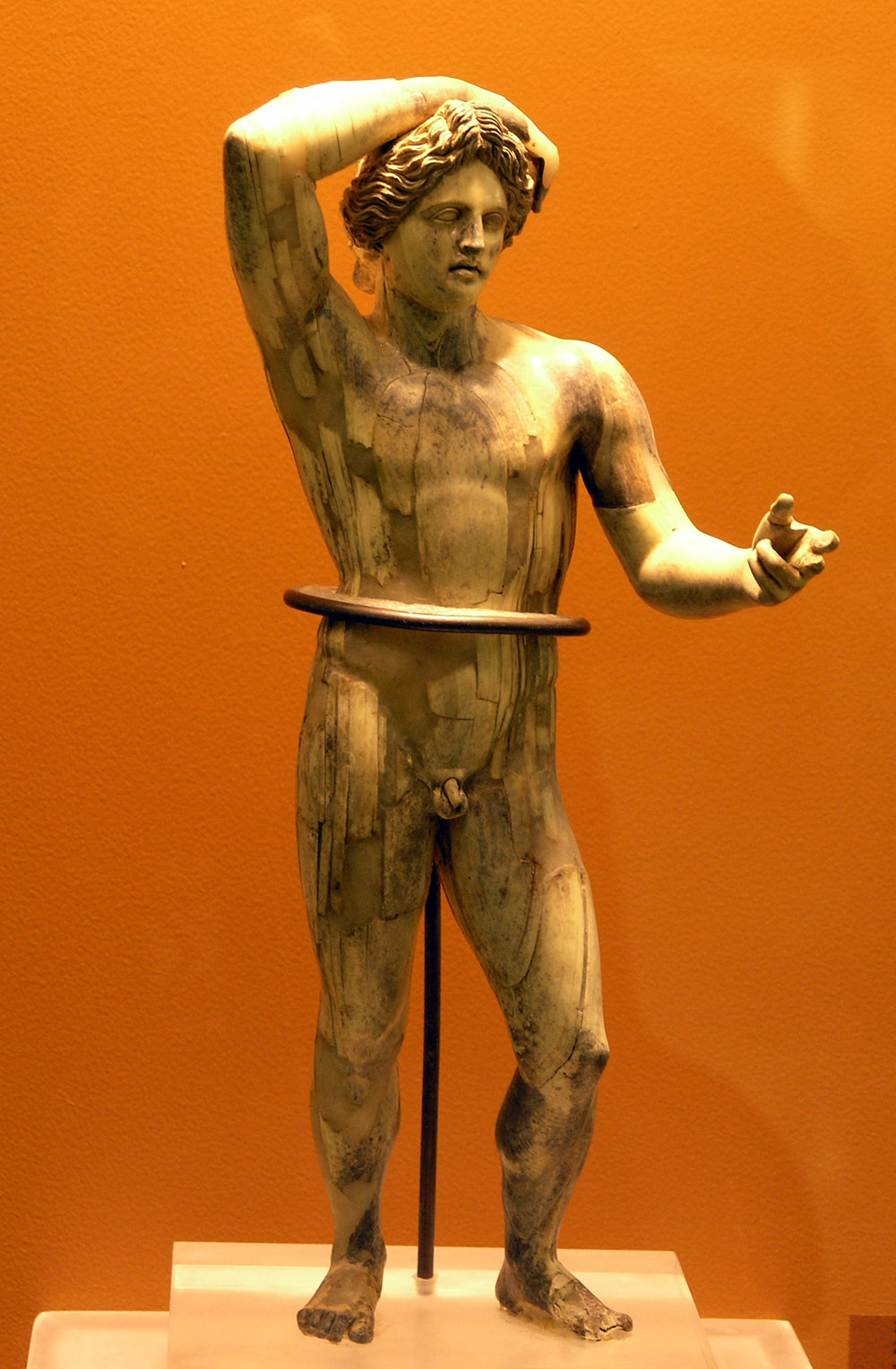
Estatuilla del tipo Apolo Licio, Museo del Ágora antiguo de Atenas (inv. BI 236).

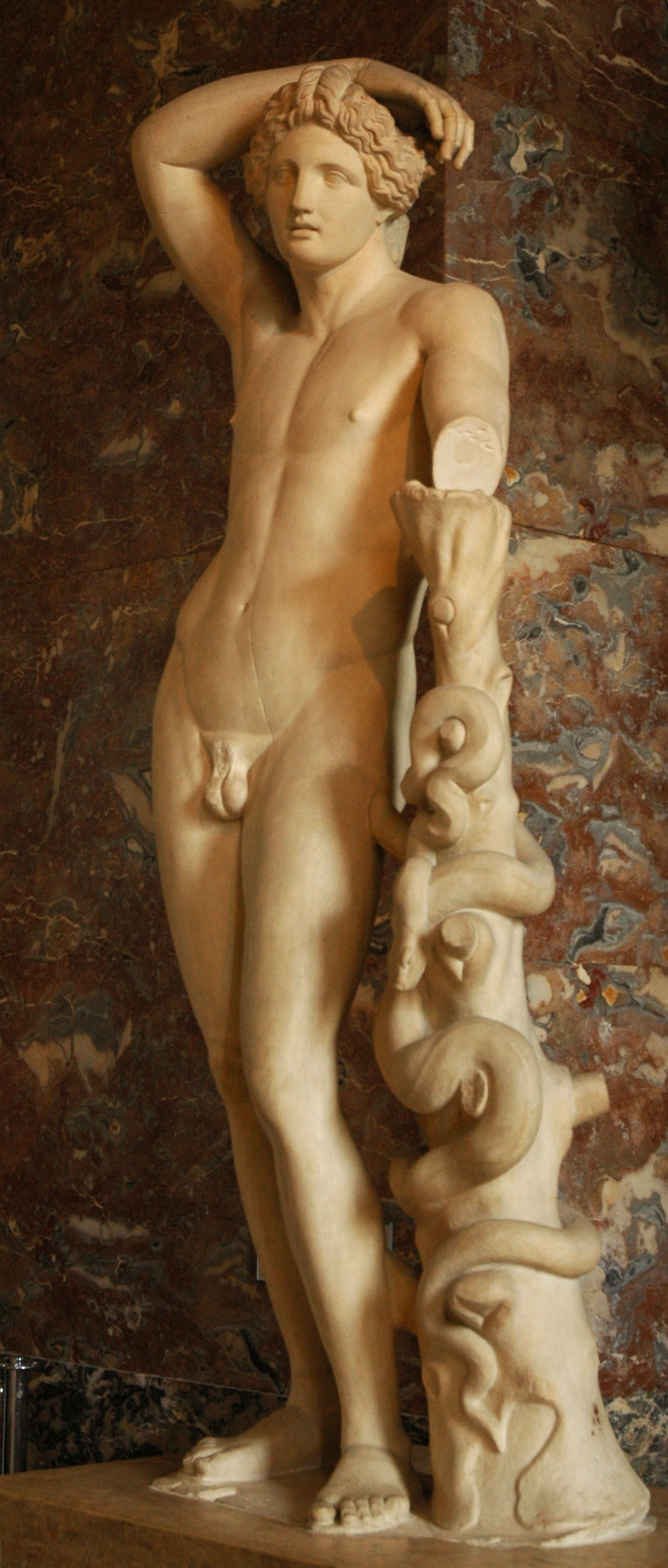
Un Apolo Licio en el Louvre.

El tipo de estatua Apolo Licio, originado con Praxíteles y conocido a partir de muchas estatuas y copias en figuritas así como por monedas del siglo I, es un tipo de estatua de Apolo que muestra al dios descansando en un apoyo (un tronco de árbol o un trípode), con su brazo derecho tocándose la parte superior de la cabeza, y su pelo fijado en trenzas en lo alto de la cabeza en un corte de pelo típico de la infancia. Se le llama Licio no por la propia Licia, sino por su identificación con una obra perdida descrita por Luciano como expuesta en el Lykeion, uno de los gimnasios de Atenas. Su principal ejemplo es el Apollino en Florencia o Apolo Médici, en los Uffizi.
Otra fuente literaria no atribuye este tipo a Praxíteles, pero la atribución está tradicionalmente sustentada sobre la base de la similitud entre este tipo y el Hermes praxiteliano de Olimpia - una réplica del Apolo Licio incluso pasó por ser copia de un Hermes durante algún tiempo. La comparación esencialmente se basa en el Apollino, cuya cabeza tiene proporciones similares a las de la Afrodita de Cnido y cuyo pronunciado contrapposto confirma la idea largamente sostenida de que pertenece al estilo praxiteliano.
No obstante, la mayor parte de los ejemplos de este tipo muestran una musculatura pronunciada que no se parece a los tipos masculinos normalmente atribuidos a Praxíteles, por lo que incluso se ha propuesto que sea una obra de su contemporáneo Eufránor, o de una obra del siglo II a. C. El Apollino, por su parte, sería así una creación ecléctica de la época romana, mezclando varios estilos del «segundo clasicismo» (esto es del siglo IV a. C.).